# Borský Svätý Jur
Borský Svätý Jur es un municipio en Eslovaquia ubicado en el Distrito de Senica de la Región de Trnava.

## Geografía
El municipio está localizado a una altitud de 174 metros y tiene un área de 39,719 km². Tiene una población de 1.608 personas.

## Demografía
| Año        | 1994 | 2004    | 2014    | 2024    |
| ---------- | ---- | ------- | ------- | ------- |
| Población  | 1577 | 1564    | 1656    | 1603    |
| Diferencia |      | −0,82 % | +5,88 % | −3,20 % |

| Año        | 2023 | 2024    |
| ---------- | ---- | ------- |
| Población  | 1608 | 1603    |
| Diferencia |      | −0,31 % |